# Temnothorax schaufussi
Temnothorax schaufussi is een mierensoort uit de onderfamilie van de Myrmicinae. De wetenschappelijke naam van de soort is voor het eerst geldig gepubliceerd in 1879 door Auguste Forel.